# 本所郵便局

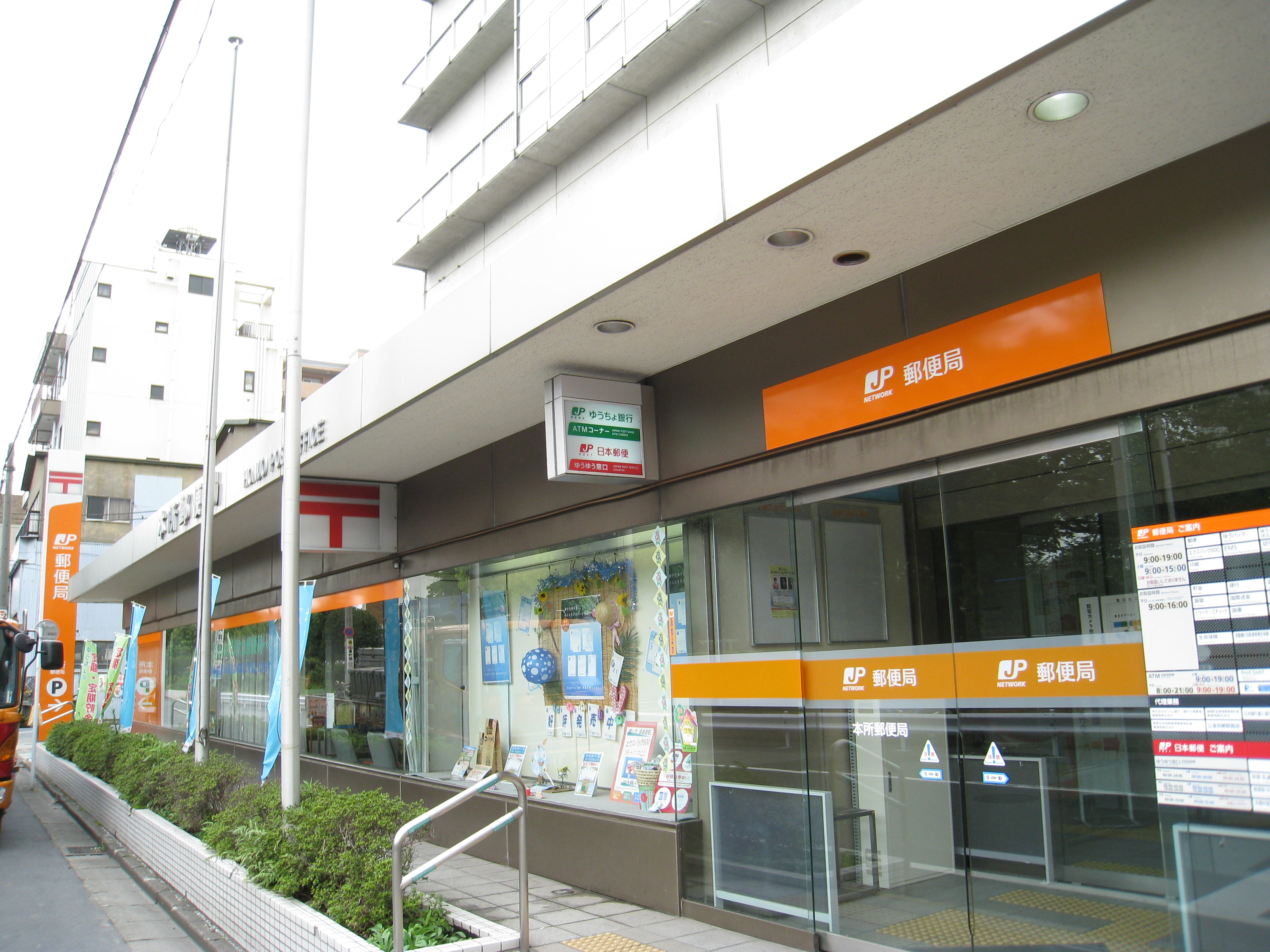
本所郵便局入口部分

本所郵便局（ほんじょゆうびんきょく）は東京都墨田区太平にある郵便局。民営化前の分類では集配普通郵便局であった。

## 概要
住所：〒130-8799 東京都墨田区太平4-21-2
1872年（明治5年）に定められた東京府下20ヶ所の郵便取扱所の一つである。局名の由来は、江戸時代より周辺地区が「本所」と呼ばれており、当地区に初めて設置された郵便局であったことによる。1947年（昭和22年）まで存在した本所区の中心的な郵便局でもあった。なお、現在でも「墨田区本所」という地名が存在するが、区内のごく限られた地域の住居表示となっており、当局からは約1km程度離れているので注意が必要である。
旧本所区域でも横十間川以北は向島郵便局の管轄である。
局番号が01001（01マルチの1番目）であることから、旅行貯金の愛好家などから特別視されることもある。

### 分室
分室はなし。過去に存在した分室は以下のとおり
- 向島分室 - 1970年（昭和45年）に廃止。

## 沿革
- 1871年（明治4年）旧1月 - 本所相生町（現在の墨田区緑一丁目）に田中弥兵衛切手売捌所が開設[3]。
- 1872年（明治5年）旧3月 - 本所郵便取扱所として設置[1]。
- 1872年（明治5年）旧6月 - 本所郵便仮役所となる。
- 1875年（明治8年）1月1日 - 本所郵便分局となる。同年5月2日に貯金預所を設置。
- 1876年（明治9年）2月10日 - 為替取扱所を設置。
- 1883年（明治16年）5月23日 - 本所郵便支局となる。
- 1886年（明治19年）4月26日 - 東京本所郵便支局に改称。
- 1896年（明治29年）8月1日 - 横網町一丁目へ移転[3]。東京本所郵便電信支局となる。
- 1903年（明治36年）4月9日 - 通信官署官制の施行に伴い東京本所郵便局（二等）となる。
- 1906年（明治39年）1月1日 - 本所郵便局に改称。
- 1923年（大正12年）9月 - 関東大震災により局舎が焼失。その後同区横網一丁目に移転[1]。
- 1945年（昭和20年）3月 - 東京大空襲により局舎が焼失。
- 1945年（昭和20年）5月1日 - 前日限りで廃止された向島郵便局の取扱業務を承継[4]。
- 1945年（昭和20年）9月10日 - 向島区寺島六丁目に向島分室を設置[5]。
- 1956年（昭和31年）12月1日 - 電話通話事務の取扱を開始[6]。
- 1958年（昭和33年）6月16日 - 向島分室にて電話通話および国内和文・欧文電報受付ならびに国際電報受付事務の取扱を開始。
- 1962年（昭和37年）9月 - 局舎増改築落成。
- 1968年（昭和43年）7月1日 - 郵便番号の導入に伴い墨田区は横十間川以南は〒130、横十間川以北（向島分室の担当地域）は〒131となる。
- 1970年（昭和45年）7月20日 - 向島分室を廃止。取扱業務は、同日新設された向島郵便局が承継。
- 1975年（昭和50年）11月24日 - 墨田区横網一丁目から同区太平四丁目に移転。
- 1994年（平成6年）7月1日 - 外国通貨の両替および旅行小切手の売買に関する業務取扱を開始。
- 2007年（平成19年）10月1日 - 民営化に伴い、併設された郵便事業本所支店に一部業務を移管。
- 2012年（平成24年）10月1日 - 日本郵便株式会社の発足に伴い、郵便事業本所支店を本所郵便局に統合。
- 2016年（平成28年）9月5日 - ゆうゆう窓口の24時間営業を廃止。

## 取扱内容
- 郵便、印紙、ゆうパック、内容証明
- 貯金、為替、振替、振込、国際送金、外貨両替、国債、投資信託
- 生命保険、バイク自賠責保険、自動車保険
- ゆうちょ銀行ATM
- 墨田区内の南部地域（〒130-xxxx地域）の集配業務
- ゆうゆう窓口

## 風景印
- 2012年（平成24年）5月22日 -
- 図案は『東京スカイツリー』『国技館』
  - 東京スカイツリーが開業したことに伴う変更。

### 過去の風景印
- 1957年（昭和32年）8月1日 - 1985年（昭和60年）1月12日
  - 図案は『両国橋』・『震災記念堂』
- 1985年（昭和60年）1月13日 - 2012年（平成24年）5月21日
  - 図案は『土俵の中に国技館』・『櫓太鼓』・『両国橋』

## 周辺
- 錦糸公園
- 墨田区体育館
- 亀戸天神社
- オリナス
- 国道14号
- 横十間川

## アクセス
- JR総武本線、東京メトロ半蔵門線 錦糸町駅から徒歩約14分
- 京成押上線、都営浅草線、東京メトロ半蔵門線、東武伊勢崎線 押上駅から徒歩約16分
- 都営バス 太平四丁目停留所下車
- 首都高小松川線 錦糸町出入口から北へ約1.5km
- 駐車場あり：5台